# Райън Лайстман
Райън Лайстман (на английски: Ryan Liestman) е американски поп изпълнител и китарист на Jonas Brothers. Използва основно пълното си име, но понякога се подписва и като Йънг-Рай - прякор, измислен му от Майкъл Бланд.

## Кариера
Райън е роден на 25 септември 1982 г. в Минеаполис, Минесота. Музикалната му кариера започва когато той е на 15 г., а малко по-късно създава групата The Rule, която все още съществува и е на турне през есента на 2006 г.
Свири за Jonas Brothers и често е на турнета с тях в САЩ или Европа под лейбъла Hollywood Records. Освен това е свирил с изпълнители като Тейлър Суифт, Стиви Уондър, Брад Пейсли, Ейми Грант, Деми Ловато, Джеси Маккартни и др.